# Leżajsk (comune rurale)
Leżajsk è un comune rurale polacco del distretto di Leżajsk, nel voivodato della Precarpazia.
Ricopre una superficie di 198,5 km² e nel 2004 contava 19 651 abitanti.
Il capoluogo è Leżajsk, che non fa parte del territorio ma costituisce un comune a sé.